# Боадон
Боадон (фр. Boisdon) насеље је и општина у Француској у региону Париски регион, у департману Сена и Марна која припада префектури Провен.
По подацима из 2011. године у општини је живело 97 становника, а густина насељености је износила 22,56 становника/km². Општина се простире на површини од 4,30 km². Налази се на средњој надморској висини од 160 метара (максималној 164 m, а минималној 143 m).

## Демографија
| 1962. | 1968. | 1975. | 1982. | 1990. | 1999. | 2011. |
| ----- | ----- | ----- | ----- | ----- | ----- | ----- |
| 85    | 82    | 79    | 78    | 87    | 77    | 97    |

График промене броја становника у току последњих година